# Diamond in the Rough
Diamond in the Rough (jap. アラガネの子 Aragane no Ko) ist eine Manga-Serie von Nao Sasaki, die von 2020 bis 2023 in Japan erschien. Die Abenteuer- und Fantasy-Geschichte erzählt von der Reise eines Erzhandwerkers und dessen Lehrling durch eine Welt, in der das Leben von Edelsteinen angetrieben und bestimmt ist.

## Inhalt
In der Welt des Erzhandwerkers Akeboshi wird alles von Edelsteinen angetrieben, die Wasser reinigen, Strom produzieren und Licht erzeugen. Daher reist er umher, um Leuten mit seinem Wissen über Steine und seinem Können zu helfen. Als er ein unter der Erde gelegenes Dorf besucht, trifft er den Jungen Kai, dessen Fuß versteinert ist. Das hat ihm ein anderer Erzhandwerker angetan, weswegen er Akeboshi zunächst misstraut hat. Und ein Erzmagier hat Kais restliche Familie in Stein verwandelt. Nun ist Kai auf der Suche nach dem Mann mit einem besonderen Piercing, um den Fluch zu lösen. So nimmt Akeboshi den Jungen als Lehrling auf und sie machen sich beide gemeinsam auf die weitere Reise.

## Veröffentlichung
Die Serie erschien von November 2020 bis Dezember 2023 in Einzelkapiteln im Online-Magazin Shōnen Jump+ bei Shūeisha. Dieser brachte die Kapitel auch in insgesamt neun Sammelbänden heraus. Die Serie wurde 2021 und 2022 für den Next Manga Award nominiert.
Eine deutsche Übersetzung von Gregor Wakounig wurde von März 2023 bis Oktober 2024 komplett von Altraverse herausgegeben. Auf Englisch erscheint der Manga auf der Plattform Manga Plus von Shūeisha, auf Französisch bei Kana und auf Italienisch bei Planet Manga.